# 斯卡爾克里克鎮區 (內布拉斯加州巴特勒縣)
斯卡爾克里克鎮區（英語：Skull Creek Township）是位於美國內布拉斯加州巴特勒縣的一個行政鎮區。

## 地方資料
斯卡爾克里克鎮區的面積為92.89平方千米，當中陸地面積為92.87平方千米，而水域面積為0.02平方千米。根據2020年美國人口普查的數據，當地共有人口252人，而人口密度為每平方千米2.71人。